# 枧底镇
枧底镇，是中华人民共和国江西省上饶市广丰区下辖的一个乡镇级行政单位。

## 行政区划
枧底镇下辖以下地区：
枧底社区、溪西村、东井村、畈上村、铜坑村和铜山村。